# Balkenstich
Balkenstich, ook Balkenstich van Anton of operatie van Bramann, is het op een operatieve manier doorprikken van de hersenbalk om een doorgang voor hersenvocht te maken en zodoende de hersendruk te verlagen. Het is een vorm van ventrikeldrainage. De Balkenstich werd ontwikkeld door Fritz Gustav Bramann.